# Площина зображення

Промені світла, прямуючи від об'єкта до ока, перетинають уявну площину зображення

Площина зображення (англ. picture plane) у живописі, фотографії і графічній перспективі — площина, розташована між оком спостерігача і об'єктом спостереження, на якій намальоване, відбите, сфотографоване зображення об'єкта. Зазвичай, це площина, прямовисна до лінії зору від спостерігача до об'єкта.

## Площина зображення
У живописі площина зображення позначає плоску поверхню полотна або іншого фізичного матеріалу, на якому нанесено зображення. Здебільшого це позначає лицьову частину поверхні зображення, особливо у випадку ілюзорної глибини, хоча термін також може позначати нижню лінію картини. Ілюзії глибини і тривимірності, які доповнюють деякі типи зображень, описують як такі, що перетинають площину зображення.
У фотографії площиною зображення можна вважати фізичну поверхню віддрукованого знімку. Позиція камери в момент захоплення зображення і є позицією ока спостерігача на яку розраховував фотограф, а край поля зору камери створює уявні межі для площини зображення, які зрештою переводяться у фізичний край фотографічного відбитку.